# Steponavičius
Steponavičius ist ein litauischer männlicher Familienname.

## Herkunft
Der Familienname ist vom litauischen männlichen Vornamen Steponas (Stefan) abgeleitet.

## Weibliche Formen
- Steponavičiūtė (ledig)
- Steponavičienė (verheiratet)

## Personen
- Dainius Steponavičius (* 1971), Agrarwissenschaftler und Professor
- Gintaras Steponavičius (* 1967),  Politiker, Bildungsminister
- Julijonas Steponavičius (1911–1991), Erzbischof von Vilnius
- Mindaugas Steponavičius (* 1974), litauischer Brigadegeneral